# Compton Dundon
Compton Dundon is een civil parish in het bestuurlijke gebied South Somerset, in het Engelse graafschap Somerset met 705 inwoners. Onder de parish valt ook het gehucht Littleton.

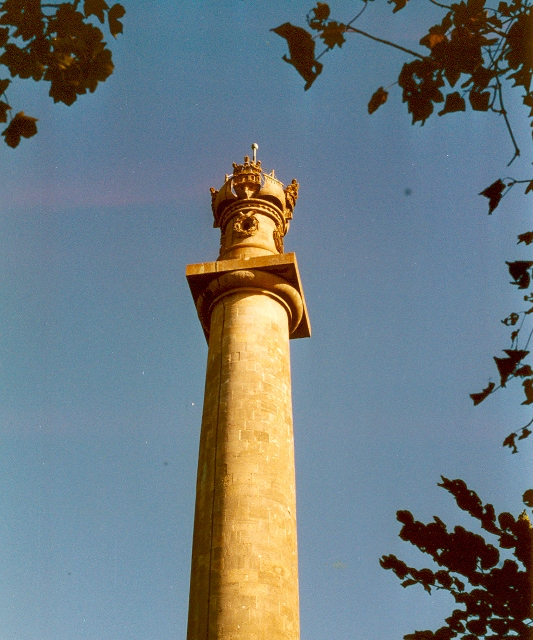
Monument voor Samuel Hood

Ten noordoosten van de bebouwde kom bevindt zich een monument voor vice-admiraal Samuel Hood (1762-1814). Ten oosten ligt Dundon Hill, een walburcht uit de IJzertijd.